# Rhamnus formosana
Rhamnus formosana är en brakvedsväxtart som beskrevs av Jinzô Matsumura. Rhamnus formosana ingår i släktet getaplar, och familjen brakvedsväxter. Inga underarter finns listade i Catalogue of Life.